# آلفرد برگر
آلفرد برگر (انگلیسی: Alfred Berger؛ ۲۵ اوت ۱۸۹۴ – ۱۱ ژوئن ۱۹۶۶) قایقران روئینگ، و اسکیت‌باز نمایشی اهل اتریش بود.